# Cataenococcus villosus
Cataenococcus villosus är en insektsart som först beskrevs av De Lotto 1969.  Cataenococcus villosus ingår i släktet Cataenococcus och familjen ullsköldlöss. Inga underarter finns listade i Catalogue of Life.